# Moutiers-sous-Argenton
Moutiers-sous-Argenton ist eine Commune déléguée in der französischen Gemeinde Argentonnay mit 631 Einwohnern (Stand 1. Januar 2022) im Département Deux-Sèvres in der Region Nouvelle-Aquitaine (bis 2016: Poitou-Charentes). Die Gemeinde Moutiers-sous-Argenton gehörte zum Arrondissement Bressuire und zum Kanton Mauléon. Zum 1. Januar 2016 wurde aus den früheren Gemeinden La Chapelle-Gaudin, Argenton-les-Vallées, Le Breuil-sous-Argenton, La Coudre, Moutiers-sous-Argenton und Ulcot die Commune nouvelle Argentonnay gebildet.

## Lage
Moutiers-sous-Argenton liegt etwa 14 Kilometer nordöstlich von Bressuire. Der Fluss Argenton begrenzt die Gemarkung im Nordosten. Umgeben wird Moutiers-sous-Argenton von den Nachbarorten Massais im Norden, Mauzé-Thouarsais im Osten, Coulonges-Thouarsais im Südosten, La Chapelle-Gaudin im Süden, Bressuire im Südwesten, Argenton-les-Vallées im Westen und Nordwesten sowie Le Breuil-sous-Argenton im Nordwesten.

## Sehenswürdigkeiten
Der Dolmen de la Pierre Levée du Grand Gât (deutsch Dolmen des angehobenen Felsens des Grand Gât) ist eine neolithische Megalithanlage in der Gemarkung der Gemeinde etwa einen Kilometer südlich des Dorfes.

## Bevölkerungsentwicklung
| Jahr                       | 1962 | 1968 | 1975 | 1982 | 1990 | 1999 | 2006 | 2012 |
| Einwohner                  | 869  | 821  | 757  | 720  | 682  | 605  | 553  | 618  |
| Quellen: Cassini und INSEE |      |      |      |      |      |      |      |      |